# Chrysophyllum papuanicum
Chrysophyllum papuanicum – gatunek drzew należących do rodziny sączyńcowatych. Jest endemitem Papui-Nowej Gwinei.